# یواس‌اس دویل (اف‌اف‌جی-۳۹)
یواس‌اس دویل (اف‌اف‌جی-۳۹) (به انگلیسی: USS Doyle (FFG-39)) یک کشتی بود که طول آن ۴۵۳ فوت (۱۳۸ متر), در کل بود. این کشتی در سال ۱۹۸۲ ساخته شد.